# Coupe du monde de cyclo-cross 2004-2005
Navigation
2003-2004 2005-2006
La 12e édition de la coupe du monde de cyclo-cross s'est déroulée entre les mois d'octobre 2004 et février 2005. Elle comprenait onze manches pour les hommes et quatre pour les femmes, les hommes espoirs et juniors. Les vainqueurs dans chacune de ces catégories sont respectivement Sven Nys (classement non officiel), Daphny van den Brand (classement non officiel), Martin Bína et Davide Malacarne.

## Hommes élites

### Résultats
| #   | Lieu             | Date        | Vainqueur           | Deuxième            | Troisième           |
| --- | ---------------- | ----------- | ------------------- | ------------------- | ------------------- |
| 1.  | Wortegem-Petegem | 10 octobre  | Zdeněk Mlynář       | Sven Vanthourenhout | Mario De Clercq     |
| 2.  | Tábor            | 28 octobre  | Kamil Ausbuher      | Sven Vanthourenhout | Erwin Vervecken     |
| 3.  | Pijnacker        | 14 novembre | Sven Nys            | Richard Groenendaal | Sven Vanthourenhout |
| 4.  | Coxyde           | 27 novembre | Erwin Vervecken     | Sven Nys            | Ben Berden          |
| 5.  | Wetzikon         | 5 décembre  | Sven Nys            | Petr Dlask          | Erwin Vervecken     |
| 6.  | Milan            | 8 décembre  | Sven Nys            | Ben Berden          | Zdeněk Mlynář       |
| 7.  | Hofstade         | 28 décembre | Sven Nys            | Erwin Vervecken     | Enrico Franzoi      |
| 8.  | Aigle            | 2 janvier   | Sven Vanthourenhout | Sven Nys            | Erwin Vervecken     |
| 9.  | Nommay           | 16 janvier  | Sven Nys            | Tom Vannoppen       | Sven Vanthourenhout |
| 10. | Hoogerheide      | 23 janvier  | Sven Nys            | Davy Commeyne       | Sven Vanthourenhout |
| 11. | Lanarvily        | 13 février  | Sven Nys            | Richard Groenendaal | Enrico Franzoi      |

### Classement final
Il n'y a pas de classement officiel cette saison. Ci-dessous, un classement officieux.
|    | Coureur             | Pays     | Pts  |
| 1  | Sven Nys            | Belgique | 4384 |
| 2  | Sven Vanthourenhout | Belgique | 3089 |
| 3  | Erwin Vervecken     | Belgique | 2810 |
| 4  | Tom Vannoppen       | Belgique | 2156 |
| 5  | Richard Groenendaal | Pays-Bas | 2028 |
| 6  | Enrico Franzoi      | Italie   | 1999 |
| 7  | Davy Commeyne       | Belgique | 1796 |
| 8  | Petr Dlask          | Tchéquie | 1567 |
| 9  | Zdeněk Mlynář       | Tchéquie | 1417 |
| 10 | Bart Wellens        | Belgique | 1322 |

## Femmes élites

### Résultats
| #  | Lieu      | Date        | Vainqueur            | Deuxième             | Troisième            |
| -- | --------- | ----------- | -------------------- | -------------------- | -------------------- |
| 1. | Pijnacker | 14 novembre | Daphny van den Brand | Laurence Leboucher   | Nadia Triquet        |
| 2. | Milan     | 8 décembre  | Daphny van den Brand | Maryline Salvetat    | Marianne Vos         |
| 3. | Hofstade  | 28 décembre | Hanka Kupfernagel    | Maryline Salvetat    | Daphny van den Brand |
| 4. | Nommay    | 16 janvier  | Hanka Kupfernagel    | Daphny van den Brand | Maryline Salvetat    |

### Classement final
Pas de classement officiel

## Hommes espoirs

### Résultats
| #  | Lieu      | Date        | Vainqueur    | Deuxième        | Troisième             |
| -- | --------- | ----------- | ------------ | --------------- | --------------------- |
| 1. | Pijnacker | 14 novembre | Martin Bína  | Geert Wellens   | Dieter Vanthourenhout |
| 2. | Wetzikon  | 5 décembre  | Martin Bína  | Radomir Simunek | Kevin Pauwels         |
| 3. | Hofstade  | 28 décembre | Niels Albert | Radomir Simunek | Zdeněk Štybar         |
| 4. | Nommay    | 16 janvier  | Simon Zahner | Zdeněk Štybar   | Kevin Pauwels         |

### Classement final
|   | Coureur       | Pays     | Pts |
| 1 | Martin Bína   | Tchéquie | 178 |
| 2 | Simon Zahner  | Suisse   | 162 |
| 3 | Zdeněk Štybar | Tchéquie | 158 |
| 4 | Kevin Pauwels | Belgique | 130 |
| 5 | Geert Wellens | Belgique | 117 |

## Hommes juniors

### Résultats
| #  | Lieu      | Date        | Vainqueur         | Deuxième              | Troisième          |
| -- | --------- | ----------- | ----------------- | --------------------- | ------------------ |
| 1. | Pijnacker | 14 novembre | Davide Malacarne  | Ricardo van der Velde | Rik van IJzendoorn |
| 2. | Wetzikon  | 5 décembre  | Julien Taramarcaz | Christoph Pfingsten   | Davide Malacarne   |
| 3. | Hofstade  | 28 décembre | Davide Malacarne  | Pieter Vanspeybrouck  | Julien Taramarcaz  |
| 4. | Nommay    | 16 janvier  | Yannick Martinez  | Julien Taramarcaz     | Davide Malacarne   |

### Classement final
|   | Coureur               | Pays      | Pts |
| 1 | Davide Malacarne      | Italie    | 210 |
| 2 | Ricardo van der Velde | Pays-Bas  | 158 |
| 3 | Julien Taramarcaz     | Suisse    | 155 |
| 4 | Christoph Pfingsten   | Allemagne | 104 |
| 5 | Jan Van Dael          | Belgique  | 95  |